# Back to the Tracks
| Recensione | Giudizio |
| ---------- | -------- |
| AllMusic   | [ 1 ]    |

Back to the Tracks è un album di Tina Brooks, pubblicato dalla Blue Note Records nel giugno 1990.

## Tracce
Brani composti da Tina Brooks, tranne dove indicato
Lato A
1. Back to the Tracks – 8:00 – Registrato il 20 ottobre 1960
2. Street Singer – 10:17 – Registrato il 1º settembre 1960

Lato B
1. The Blues and I – 8:52 – Registrato il 20 ottobre 1960
2. For Heavens Sake – 6:01 (Donald Meyer, Elise Bretton, Sherman Edwards) – Registrato il 20 ottobre 1960
3. The Ruby and the Pearl – 5:05 (Ray Evans, Jay Livingston) – Registrato il 20 ottobre 1960

## Musicisti
- Tina Brooks - sassofono tenore
- Jackie McLean - sassofono alto
- Blue Mitchell - tromba
- Kenny Drew - pianoforte
- Paul Chambers - contrabbasso
- Art Taylor - batteria

Note aggiuntive
- Alfred Lion - produttore
- Michael Cuscuna - produttore edizione su CD
- Registrazioni effettuate il 1º settembre 1960 (brano: Street Singer) e 20 ottobre 1960 (tutti gli altri brani) presso il Van Gelder Studio di Englewood Cliffs, New Jersey (Stati Uniti)
- Rudy Van Gelder - ingegnere delle registrazioni
- Francis Wolff - fotografia copertina
- Reid Miles - design copertina[3]